# Gladestony Estevão Paulino da Silva
Gladestony Estevão Paulino da Silva (Bebedouro, Estado de São Paulo, Brasil, 5 de agosto de 1993) conocido como Gladestony, es un futbolista brasileño. Juega como mediocentro y su equipo actual es el Fidelis Andria 2018 de la Serie D de Italia.

## Trayectoria
Gladestony destaca por su calidad, su polivalencia y su capacidad de sacrificio en el centro del campo. Además, puede actuar también tanto de lateral derecho como de central. Ha militado en varios equipos de la Liga brasileña, y en las categorías inferiores del Manchester United y del Twente holandés.
En 2013, firma por el Estoril, pero el jugador sería cedido a clubes de su país como Sao Paulo, Internacional y Audax
En febrero de 2016, firma por el FC Cartagena por lo que resta de temporada en calidad de cedido y llega procedente del Estoril de Portugal.

## Clubes
| Club                         | País     | Año           |
| ---------------------------- | -------- | ------------- |
| Desportivo Brasil            | Brasil   | 2011-2014     |
| Icasa (cesión)               | Brasil   | 2011          |
| São Paulo (cesión)           | Brasil   | 2013          |
| Estoril Praia (cesión)       | Portugal | 2013-2014     |
| S. C. Internacional (cesión) | Brasil   | 2014          |
| G. O. Audax                  | Brasil   | 2015          |
| Estoril Praia                | Portugal | 2015-2017     |
| F. C. Cartagena (cesión)     | España   | 2016-2017     |
| Calcio Catania               | Italia   | 2017          |
| Messina (cesión)             | Italia   | 2017          |
| Pro Vercelli                 | Italia   | 2018-2019     |
| Siena                        | Italia   | 2019-2020     |
| Seregno                      | Italia   | 2020-2021     |
| Giugliano                    | Italia   | 2021-2024     |
| Fidelis Andria 2018          | Italia   | 2024-presente |